# Petros Tabouris
Petros Tabouris (griechisch Πέτρος Ταμπούρης auch Petros Tampouris; * 29. September 1964 in Athen) ist ein griechischer Komponist, Musiker und Musikwissenschaftler.
Tabouris studierte Musik und Informatik an der Nationalen Technischen Universität Athen. Er beschäftigte sich schon in jungen Jahren mit Volksinstrumenten und traditioneller griechischer Musik, studierte die byzantinische Kirchenmusik und ihre Theorie und beherrscht Volksinstrumente wie das Kanonaki. Er experimentierte mit der Rekonstruktion und Spieltechnik antiker griechischer Instrumente und veröffentlichte Singles mit Aufnahmen balkanischer und griechischer Volksmusik.
Daneben vertonte er auch Gedichte neuerer Autoren wie Thodoris Gonis und Kostis Palamas. Seine Lieder wurden u. a. von Gerasimos Andreatos, Eleni Tsaligopoulou, Eleftheria Arvanitaki, Anastasia Moutsatsou, Alexandros Chatzis und Kostas Pavlidis interpretiert. Als Musiker gab Tabouris Konzerte in Griechenland und im Ausland und arbeitete mit den Komponisten Yannis Markopoulos, Manos Hadjidakis, Nikos Xydakis und anderen zusammen.
Er komponierte die Musik zur Feier des 100. Jahrestages der modernen Olympischen Spiele 1996 im Panathinaiko-Stadion in Athen und Schauspielmusiken zu Aufführungen antiker griechischer Theaterstücke. Ab 2000 begann er auch, Filmmusiken für ausländische Kino- und Fernsehproduktionen zu schreiben. Mit seiner Musikgruppe Melos Archaion (Μέλος αρχαίον) trat er seit 1996 u. a. in Italien, Frankreich, Spanien, Großbritannien und Polen auf.